# Station Ceyzériat
Station Ceyzériat is een spoorwegstation in de Franse gemeente Ceyzériat.